# Ilex rockii
Ilex rockii är en järneksväxtart som beskrevs av Shiu Ying Hu. Ilex rockii ingår i släktet järnekar, och familjen järneksväxter. Inga underarter finns listade i Catalogue of Life.